# Cyrtandra kajewskii
Cyrtandra kajewskii är en tvåhjärtbladig växtart som beskrevs av André Guillaumin. Cyrtandra kajewskii ingår i släktet Cyrtandra och familjen Gesneriaceae. Inga underarter finns listade i Catalogue of Life.